# Station Nakanoshima
Station Nakanoshima (中之島駅, Nakanoshima-eki) is een spoorwegstation in de wijk Kita-ku in de Japanse stad Osaka. Het wordt aangedaan door de Keihan Nakanoshima-lijn. Het station heeft drie sporen, gelegen aan een één zijperron en een enkel eilandperron, waarbij het derde spoor wordt gebruikt voor extra treinen. Soms wordt er naast de stationsnaam ook de naam Osaka Internationaal Conferentiecentrum (大阪国際会議場 Ōsaka Kokusai Kaigijō) gebruikt.

## Treindienst

### Keihan
| 1,2,3 | ■ Nakanoshima-lijn | richting Hirakatashi, Chūshojima, Sanjō en Demachiyanagi (via de Keihan-lijn) |

## Geschiedenis
Het station werd in 2008 geopend.
Nakanoshima · Watanabebashi · Ōebashi · Naniwabashi · Temmabashi (>> Keihan-lijn)